# Chelonus lamellosus
Chelonus lamellosus är en stekelart som först beskrevs av Vladimir Ivanovich Tobias 2002.  Chelonus lamellosus ingår i släktet Chelonus och familjen bracksteklar. Inga underarter finns listade i Catalogue of Life.